# باتينارين درابور
باتينارين درابور هي قرية في كوتاهان، منطقة جوامبور، مقاطعة فاراناسي، ولاية أتر برديش، الهند.